# 夏の終り (小説)
『夏の終り』（なつのおわり）は、瀬戸内寂聴による日本の短編小説、および同作を含む同名連作短編小説集。また、それを原作とする日本映画。

## 概要
作家の瀬戸内寂聴が出家前の「瀬戸内晴美」時代に発表した小説で、自身の経験をもとに年上の男と年下の男との三角関係（さらには、年下の男の妻も含めた四角関係）に苦悩する女性の姿を描いた作品。この作品に登場する年上の男の実在のモデルは作家の小田仁二郎であり、年下の男のモデルは、寂聴が女子大時代に見合いで結婚した結婚生活を破綻させることになった相手であり、そのときの夫の教え子であった。
1962年に発表された。1963年、「夏の終り」のほか、「あふれるもの」「みれん」「花冷え」「雉子（きぎす）」を含む連作5篇を含む短編小説集として出版され、同年、女流文学賞を受賞した。
なお、収録短編のうち「雉子」のみは、同じキャラクターだが登場人物の名前が異なり、また「三角関係」ではなく、「若くして別れた娘との関係」が描かれている。
この作品は、2度映画化されている。
- 『みれん』1963年、監督：千葉泰樹、出演：池内淳子／仲代達矢／仲谷昇／乙羽信子／西村晃／沢村貞子／加東大介
- 『夏の終り』2013年、下記「#映画」参照

## 映画
2012年製作、2013年8月31日公開。キャッチコピーは「だって、愛してるの。」

## あらすじ (映画)
昭和20年代の東京。染色家の相澤知子は一戸建てのアトリエを構える自立した女性だった。知子には木下慎吾という作家の愛人がいて、その関係は8年ほど続いていたが、慎吾は妻子持ちだった。知子自身にも10年前に夫と幼い娘を捨てて駆け落ちした過去があった。その時の相手の涼太とは、とうに切れていたが、突然、知子の家を訪ねて来る涼太。
慎吾の本妻は、知子の住所も電話番号も承知だった。慎吾が本宅に帰った晩に、腹いせに涼太を呼び出し、バーで酒を飲む知子。いつしか涼太との関係も復活した。知子が慎吾と切れない事に苛立つ涼太。そんな涼太への気持ちは「憐憫だ」と言い放つ知子。
上等な着物を着て手土産を持ち、慎吾の本宅に乗り込む知子。自ら本妻に離婚を迫る覚悟だったが、家には慎吾しか居なかった。慎吾を我がものにしたいと迫りながら、涼太との関係を告白する知子。
自分の住む家にまで当たり散らし、引っ越してやり直そうと思う知子。慎吾に別れの手紙も書いたが、別れられない。転居だけは実行し、心機一転を図った知子は、ここで確かなものを築くと宣言するが、慎吾との逢瀬も続けて行くのだった。

## キャスト
- 相澤知子 - 満島ひかり： 染色家として自立している女性。
- 木下涼太 - 綾野剛： 知子の10年以上前の愛人。
- 小杉慎吾 - 小林薫： 知子と同棲8年になる妻子持ちの作家。
- 鞠子 - 赤沼夢羅： 知子の家に出入りしている女学生。
- 小杉ゆき - 安部聡子： 慎吾の正妻。
- 知子の前夫 - 小市慢太郎： 知子が涼太と駆け落ちして娘と共に捨てた夫。

### スタッフ
- 監督：熊切和嘉
- 原作：瀬戸内寂聴『夏の終り』（新潮文庫刊）
- 脚本：宇治田隆史
- 音楽：ジム・オルーク
- 撮影：近藤龍人
- 照明：藤井勇
- 美術：安宅紀史
- 衣裳：宮本まさ江
- 編集：堀善介
- 音響：菊池信之
- 助監督：松尾崇、菊地健雄、張元香織
- 制作担当：林啓史
- スクリプター：田口良子
- ヘアメイク：清水ちえこ
- 型染め協力・題字：西耕三郎
- ロケ協力：ひょうごロケ支援net、淡路島フィルムオフィス、神戸フィルムオフィス、姫路フィルムコミッション、淡路島観光協会、淡路島くにうみ協会　ほか
- VFX・ラボ：IMAGICA
- MA：アオイスタジオ
- 資料提供協力：新潮社
- 企画協力：寂庵
- 製作者：藤本款、伊藤和明
- プロデューサー：越川道夫、深瀬和美、穂山賢一
- アソシエイトプロデューサー：星野秀樹
- 制作協力：ウィルコ
- 制作プロダクション：スローラーナー
- 配給：クロックワークス
- 製作：『夏の終り』製作委員会（クロックワークス、バップ、プランダス）

### ロケ地
- 淡路島（洲本市、淡路市）
- 加古川市
- 神戸市
- 姫路市

### 受賞
- 第37回日本アカデミー賞新人俳優賞（綾野剛、『横道世之介』と合わせて）[3]